# トラウト (SS-202)
トラウト (USS Trout, SS-202) は、アメリカ海軍の潜水艦。タンバー級潜水艦の一隻。艦名はマスの総称に因み命名された。なお、戦没から8年後にタング級潜水艦4番艦として2代目トラウト (SS-566)が就役している。トラウトは就役から喪失までの5年間に85本の魚雷を発射し、そのうち32本を命中させている。この積極的な雷撃によってトラウトは23隻の敵船を沈め6隻を損傷させた。撃沈総トン数は87,000トン、損傷を与えた敵船75,000トンに達した。このほか水上戦闘を経験すること6回と積極的に戦闘を行い、8回の爆雷攻撃を生き延びた。魚雷の改良以前には、潜水艦隊司令官チャールズ・A・ロックウッド中将（アナポリス1912年組）を激怒させた魚雷の不良にも泣かされ、発射した魚雷85本のうち5本の目標到達以前の爆発が記録されている。

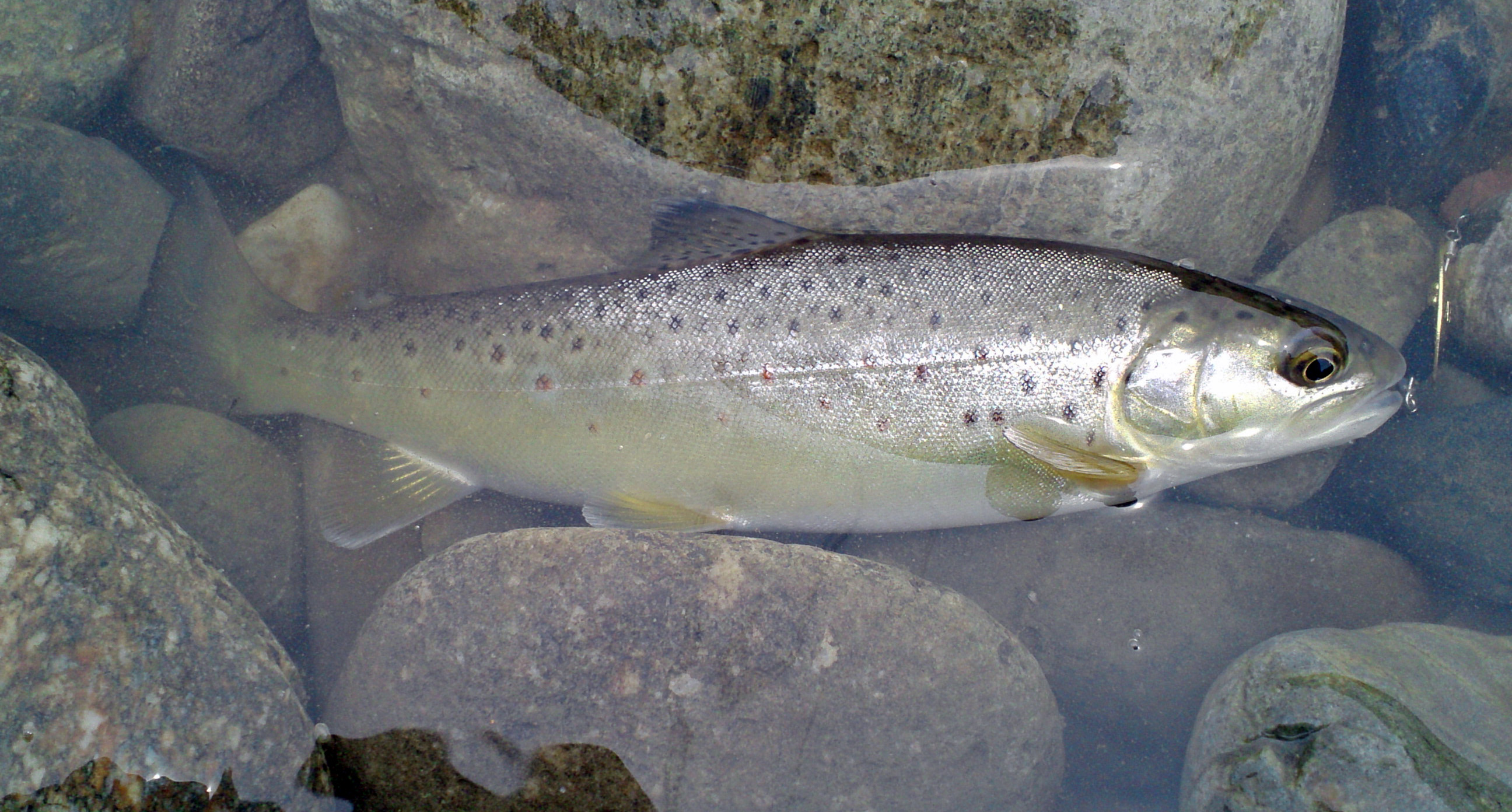
ブラウントラウト河川型（Brown trout）

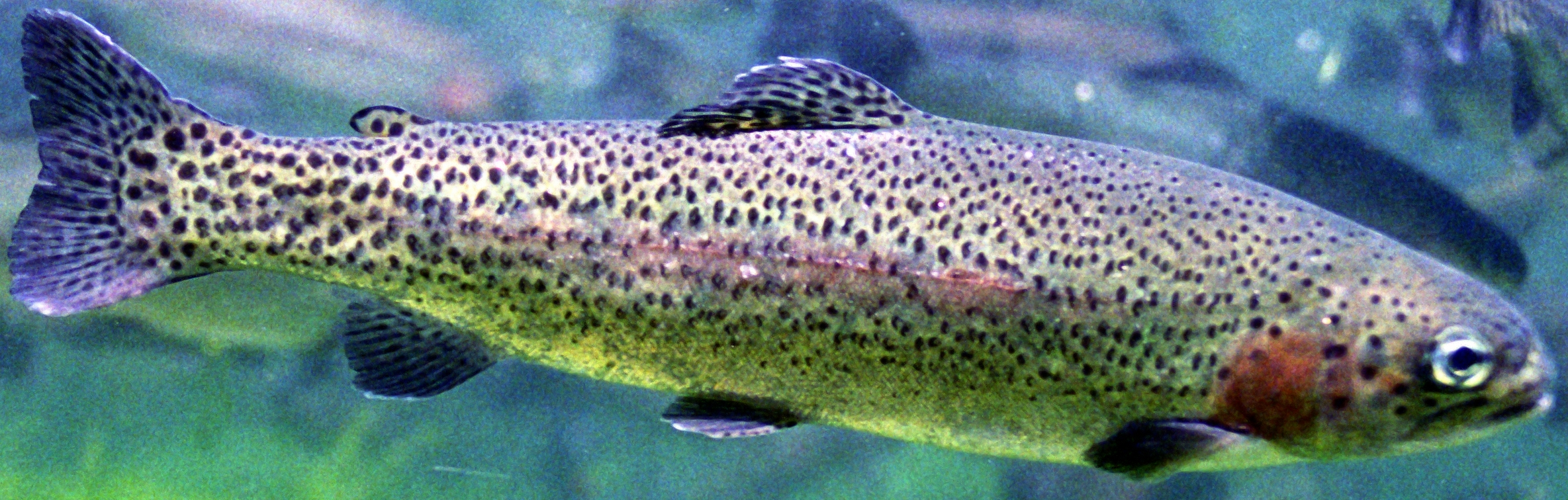
ニジマス陸封型（Rainbow trout）

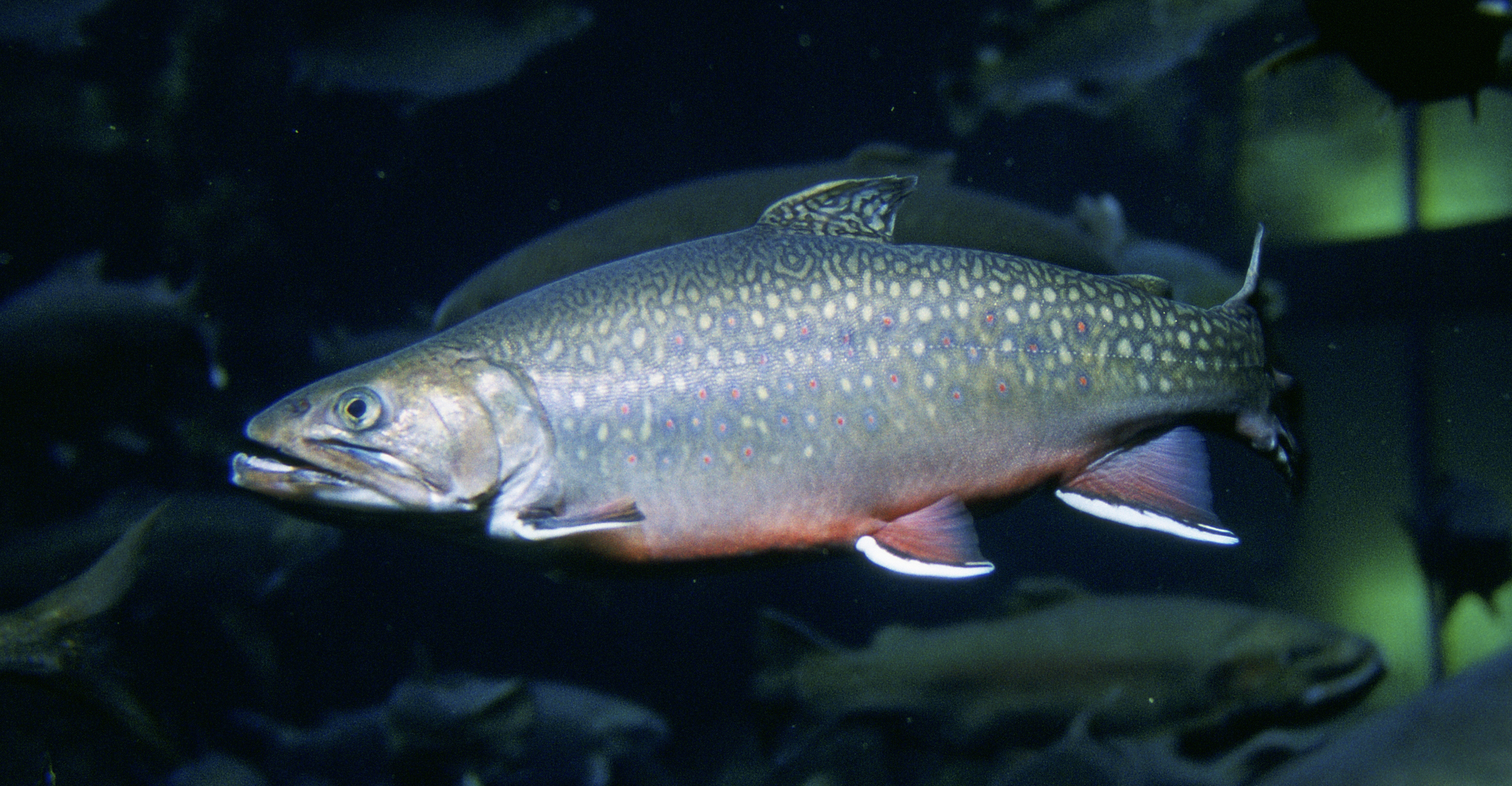
カワマス（Brook trout）

## 艦歴
トラウトは1939年8月28日にメイン州キタリーのポーツマス海軍造船所で起工した。1940年5月21日にウォルター・B・ウッドソン夫人によって命名、進水し、11月15日に艦長フランク・W・フェノー・ジュニア少佐（アナポリス1925年組）の指揮下就役する。
1941年7月2日、トラウトは僚艦トライトン (USS Triton, SS-201) とともにニューヨークに向けて試運転を行ったあと、パナマ運河とサンディエゴを経て太平洋に向かい、8月4日に真珠湾に到着。その後、トラウトは第62潜水群に編入された。

### 第1の哨戒 1941年11月 - 12月
11月29日、トラウトは戦時哨戒の訓練のためミッドウェー島近海に向かった。担当海域では航空機に発見されないよう、日中は潜航して哨戒していた。12月7日朝、トラウトは真珠湾攻撃を伝える伝言を受け取った。その夜、トラウトは2隻の駆逐艦がミッドウェー島に砲弾を浴びせるのを観測した。この駆逐艦は潮と漣であり、 潮、漣とトラウトの間は約10マイルも離れていた。トラウトは全速力で潮と漣を追ったが、その前に2隻は去っていった。トラウトは戦闘機会がないまま哨戒を続けた。12月20日、トラウトは22日間の行動を終えて真珠湾に帰投した。

### 第2の哨戒 1942年1月 - 3月
1942年1月12日、トラウトは2回目の哨戒でコレヒドール島に向かった。この哨戒は、日本軍に包囲されつつあるコレヒドール島に3,500発の弾薬を輸送する特別任務であった。1月16日にミッドウェー島で給油したのち、コレヒドール島に急行した。1月27日、トラウトは北緯25度50分 東経139度45分 / 北緯25.833度 東経139.750度の小笠原諸島近海で左舷前方に灯火を発見。潜航し距離1,400メートルで魚雷を発射したが命中しなかった。トラウトは目標まで550メートルに接近し観測すると、相手はどうやら駆逐艦であり、トラウトはこれを避けるようにして航行を続けた。2月3日夕刻、トラウトはコレヒドール島沖で出迎えた魚雷艇PT-34の援護を受けてコレヒドール島南岸の船着場に到着した。トラウトは託送品の弾薬を陸揚げし、燃料と2本の魚雷を搭載。さらにバラストを求めた。あいにく砂袋もコンクリートの袋も持ち合わせがなかったが、この時、マニュエル・ケソン大統領のフィリピン共和国の通貨準備金として用意され、日本軍の手から避難させるべくフィリピンの銀行12行から持ち出されていた金の延べ棒20トンとペソ銀貨の存在を知り、それらをバラスト代わりに積み込むこととした。延べ棒は紙幣から兌換されたものであり、これらは夜明け前に証券やメール等とともにトラウトに積み込まれた。一種の宝船と化したトラウトは哨戒艦の誘導により日本側が敷設した機雷原を抜け、南シナ海に出ることに成功。2月10日、トラウトは東シナ海に入った。その日の午後、トラウトは基隆沖で特設運送船中和丸（日東鉱業、2,719トン）を発見。距離1,800メートルから魚雷を発射したが命中しなかった。トラウトはもう2本発射し、こちらは命中。25分後、トラウトのソナーは中和丸のボイラーが爆発する音を4つ聴取した。トラウトは小笠原諸島方面に進路を取ったが、直後に別の船を距離2,700メートルの位置に発見。2本の魚雷を発射したが、命中しなかった。敵が反撃してきたので、トラウトは一旦深度37メートルに潜ったのち、潜望鏡深度に戻して3番目の魚雷を目標に向けて発射。トラウトはフルスピードで航行する別の船も確認したが、それを攻撃する機会はなかった。それでも、トラウトは200トンの哨戒艇を撃沈したと判断された。3月3日、トラウトは50日間の行動を終えて真珠湾に帰投。貴重な積荷は軽巡洋艦デトロイト (USS Detroit, CL-8) に移された。
トラウトはこの任務の成功により、艦には殊勲部隊章が、フェノー艦長には海軍十字章と陸軍から殊勲十字章が、そしてトラウトの乗組員全員にはシルバースターがそれぞれ授与された。

### 第3の哨戒 1942年3月 - 5月
3月24日、トラウトは3回目の哨戒で日本近海に向かった。トラウトは潮岬と市江崎の間を哨戒。4月9日に北緯33度24分 東経135度30分 / 北緯33.400度 東経135.500度の地点で2隻の小型貨物船を発見し、それぞれの目標に対して魚雷1本ずつ発射したが、命中しなかった。翌日には北緯33度21分 東経134度15分 / 北緯33.350度 東経134.250度の地点で小型汽船に対して魚雷1本を発射したが、やはり命中しなかった。4月11日には、北緯33度27分 東経135度37分 / 北緯33.450度 東経135.617度の潮岬沖で海軍徴傭タンカー日新丸（大洋捕鯨、16,801トン）を発見し、魚雷を2本発射。1本が船尾に命中したものの、沈没には至らなかった。4月16日から23日までは、ドーリットル空襲の支援に任じた。4月24日、トラウトは周参見沖で1万トンクラスと思われるタンカーを発見し、魚雷を2本発射。魚雷はタンカー橘丸（共同企業、6,539トン）に命中し、別の貨物船が橘丸に接近するのが見えた。トラウトは魚雷をもう1本発射したが、これは命中しなかった。さらに460メートルにまで接近し、さらに1本発射。命中により物凄い爆発が起こったように見え、貨物船は浅瀬の方に向かって航行していた。4日後の4月29日深夜、トラウトは北緯33度10分 東経135度20分 / 北緯33.167度 東経135.333度の地点で1,000トンクラスの哨戒艦か掃海艇、実際には監視船紀洋丸（和歌山県、127トン）に対して雷撃。4月30日朝にも北緯33度24分 東経135度30分 / 北緯33.400度 東経135.500度の地点で貨物船剣山丸（阿波国共同汽船、3,108トン）に対して雷撃を行ったが、命中しなかった。5月2日、トラウトは樫野埼灯台沖で輸送船宇山丸（拿捕船/興国産業、5,014トン）を撃沈。2日後の5月4日には、大王崎沖にて特設砲艦金剛山丸（日本海汽船、2,119トン）に対し魚雷を2本発射。最初に発射した魚雷は命中しなかったが、2本目は命中。金剛山丸は瞬時にして沈没した。攻撃後、トラウトは6時間に及ぶ爆雷攻撃を受けたが、被害はなかった。5月17日、トラウトは54日間の行動を終えて真珠湾に帰投。この哨戒に対して2度目の殊勲部隊章が授けられた。

### 第4の哨戒 1942年5月 - 6月
5月21日、トラウトは4回目の哨戒でミッドウェー島近海に向かった。トラウトは第7.1任務群の一艦として、日本の攻撃に備えるべくミッドウェー島のはるか西南方に配備された。6月4日8時12分、トラウトは後方に日本の戦闘機が飛んでいるの発見し、潜航。その後、一連の爆発を聞いた。6月9日、トラウトは大きい油膜といくらかの残骸の間を抜けたのち、木製のカバーにつかまっている、ミッドウェー海戦で撃沈された重巡洋艦三隈の生存者2名を救助した。この哨戒では、魚雷は一度も発射しなかった。6月14日、トラウトは26日間の行動を終えて真珠湾に帰投。艦長がローソン・P・ラメージ少佐（アナポリス1931年組）に代わった。

### 第5の哨戒 1942年8月 - 10月
8月27日、トラウトは5回目の哨戒でマーシャル諸島、カロリン諸島およびトラック方面に向かった。9月7日にトラックの南方海域に到着。9月10日、トラウトは装備されたばかりのレーダーを使って3隻の哨戒艦艇を探知。トラウトは潜航したものの、1時間半もの間、45発に及ぶ爆雷攻撃を受けた。翌日、トラウトは大型輸送船を発見したが、護衛艦に阻止されて攻撃できなかった。9月21日、トラウトはトラック南東50海里の地点で、特設捕獲網艇厚栄丸（甘糖産業汽船、863トン）に対して魚雷を3本発射。うち2本が中央部と後部に命中し、厚栄丸を撃沈した。1週間後の9月28日、トラウトは北緯07度46分 東経151度46分 / 北緯7.767度 東経151.767度の地点で、駆逐艦曙と潮に護衛されてトラックに向かう空母大鷹を発見。他にも巡洋艦らしい艦艇が2隻いると考えられた。トラウトは距離1,400メートルから魚雷を5本発射し、うち1本が大鷹の右舷艦尾に命中。大鷹からは煙が噴出し、速力は14ノットから12ノットあたりに落ちた。曙と潮が爆雷を10発投下したが、トラウトは61メートルの深度に逃れて被害を受けなかった。10月3日、トラウトはトラック南水道付近に至る航路で潜航哨戒中に、零式水偵1機が飛来してくるのを発見。トラウトはすぐさま潜望鏡を下ろして深深度に逃げ込もうとした。しかし、零式水偵が投じた対潜爆弾2発がトラウトの至近で爆発し、艦を激しく揺さぶった。乗組員1名はベッドから振り落とされ、別の乗組員は腰を抜かして動けなくなった。その他の乗組員も気絶するなどをし、艦自体にも潜望鏡が2本とも破損するなど被害を受けていた。トラウトが46メートルの深度から24メートルの深度に戻した時、別の対潜爆弾が爆発したが、これはトラウトには影響を与えなかった。10月13日、トラウトは47日間の行動を終えてブリスベンに帰投。この哨戒に対して3度目の殊勲部隊章を授けられた。

### 第6の哨戒 1942年10月 - 11月
10月26日、トラウトは6回目の哨戒でニュージョージア諸島方面に向かった。11月13日朝、トラウトは司令部からの「日本艦隊が付近にいる」という情報に基づいて哨戒をしていたところ、南緯07度09分 東経160度17分 / 南緯7.150度 東経160.283度のインディスペンサブル海峡近海でまず高速で航行する駆逐艦を発見し、次いで第三次ソロモン海戦から一旦引き揚げてくる戦艦霧島を発見。霧島は単艦で航行しており、絶好の獲物だった。射点に就こうとしたが、霧島がジグザグ航行をし始めたため魚雷発射の機会を逸してしまった。その後、霧島は駆逐艦を伴って反転して再度南下して来た道を戻ってきた。霧島を再度発見したトラウトは魚雷深度を7.6メートルに設定し、距離1,700メートルで魚雷を5本発射。魚雷は霧島に命中したものの、不発だった。11月23日、トラウトは28日間の行動を終えてブリスベンに帰投。その後、トラウトはフリーマントルに移動することとなり、12月2日に到着した。

### 第7の哨戒 1942年12月 - 1943年2月

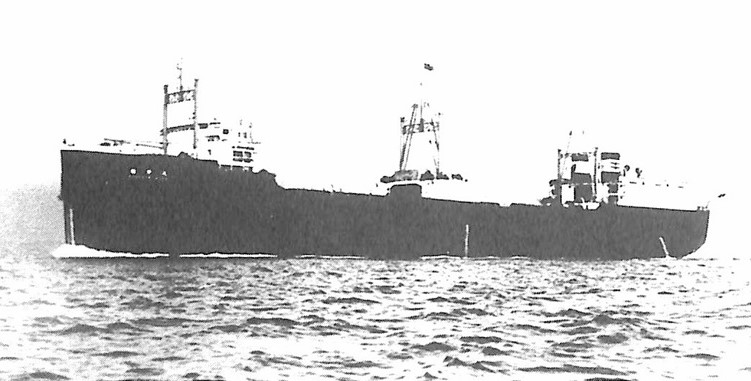
極洋丸（画像は1938年の竣工時）

12月29日、トラウトは7回目の哨戒で南シナ海に向かった。1943年1月11日、トラウトはミリで燃料を搭載中の海軍徴傭タンカー極洋丸（極洋捕鯨、17,549トン）に対し魚雷を3本発射。2本は中央部に命中したが、残り1本は途中で爆発した。4分後に重い爆発がするのを感じたが、極洋丸は沈没しておらず中破しただけだった。1月19日には浮上航行中に敷設特務艇江之島の砲撃を受ける。1月21日、トラウトは北緯11度49分 東経109度21分 / 北緯11.817度 東経109.350度のインドシナ半島カムラン湾口で距離640メートルから魚雷を2本発射し、特設砲艦兼敷設艦永福丸（日本郵船、3,520トン）に1本命中させて撃破した。1月29日には、北緯12度15分 東経109度26分 / 北緯12.250度 東経109.433度の地点で鴻型水雷艇あるいはタイ海軍の駆逐艦プラ・ルアンと思われる艦艇、実際には基隆に向かう特設運送船東洋丸（沢山汽船、4,163トン）を護衛中の海防艦占守を発見し、東洋丸に対して魚雷を3本発射したが、命中しなかった。2月2日には浮上航行中に海軍徴傭タンカー御室山丸（三井船舶、9,204トン）とすれ違い、攻撃しようとしたが機会を逸した。2月7日、トラウトは再びミリ沖に出現し、前年に撃破した日新丸を発見。魚雷を2本発射し、うち1本が日新丸の後部に命中して煙が上がっているのを確認した。しかし、日新丸は極洋丸と同様に中破にとどまった。一週間後の2月14日、トラウトは南緯03度59分 東経117度30分 / 南緯3.983度 東経117.500度の地点でスコールの中から出現した特設運送船弘玉丸（玉井商船、1,911トン）に対し2本の魚雷を発射。1本は船首に命中し、もう1本は命中しなかった。弘玉丸が8ノットで動いているのを見て、トラウトは浮上砲戦に持ち込むべく浮上した。その直後、弘玉丸からの機銃掃射でトラウトの乗組員7名が負傷し、トラウトは砲戦を止めて魚雷1本を発射して弘玉丸に止めを刺した。2月23日、トラウトは58日間の行動を終えてフリーマントルに帰投した。

### 第8の哨戒 1943年3月 - 5月
3月22日、トラウトは8回目の哨戒で南シナ海に向かった。この哨戒では、サラワクに面するアピ海峡に機雷を敷設する任務も与えられていた。バラバク海峡を経由し敷設予定海域に向かう途中の4月4日、トラウトは北緯04度45分 東経113度58分 / 北緯4.750度 東経113.967度の地点で発見した日本海軍の補助艦艇に対し、魚雷を3本発射し1本が中央部に命中したものの爆発せず、トラウトはさらに4本目の魚雷を発射したが、相手に見つけられ回避された。4月7日から8日にかけて、北緯02度00分 東経109度10分 / 北緯2.000度 東経109.167度の地点を中心に予定通りに23個の機雷を敷設すると、シンガポール方面に移動。4月19日、トラウトは北緯04度49分 東経103度32分 / 北緯4.817度 東経103.533度の地点で貨物船に対して魚雷を4本発射したが命中せず、同じ日の午後に発見したタイ海軍のサムイ（Samui、1,458トン）級タンカーと判断された敵船に対しても魚雷を3本発射したが、やはり命中しなかった。4月23日、トラウトは北緯03度24分 東経119度36分 / 北緯3.400度 東経119.600度の地点で2隻のトロール船を発見し、浮上砲戦で炎上させた。この時点で残りの魚雷が1本となり、哨戒を打ち切って引き返すこととした。5月3日、トラウトは42日間の行動を終えてフリーマントルに帰投。艦長がアルバート・ホッブス・クラーク少佐（アナポリス1933年組）に代わった。クラーク艦長はトラウト生え抜きの乗組員だった。

### 第9の哨戒 1943年5月 - 7月
5月27日、トラウトは9回目の哨戒でフィリピン方面に向かった。この哨戒では、ミンダナオ島に物資と陸軍要員を輸送する任務も与えられていた。6月9日、トラウトは輸送船に対して魚雷を3本発射したが命中しなかった。6月12日、トラウトはミンダナオ島サンボアンガ・デル・スル州パガディアン湾に入り、J・A・ハマー大尉以下5名の陸軍要員と8,000発に及ぶ弾薬を陸揚げした。作業終了後スールー海方面に向かったトラウトは、6月15日に北緯04度58分 東経118度37分 / 北緯4.967度 東経118.617度の地点で特設運送船（給油）三楽丸（拿捕船、大阪商船委託、3,000トン）に向けて魚雷を3本発射。うち2本が前部と後部に命中し、船体は分断された。三楽丸は曳航されたものの、翌16日に沈没した。6月26日には3隻の沿岸汽船を発見し、そのうちの2隻を砲撃で撃沈した。7月1日、トラウトは北緯13度40分 東経121度50分 / 北緯13.667度 東経121.833度の地点で陸軍船五十鈴丸（日之出汽船、2,866トン）に対し魚雷を4本発射し、命中させて撃沈した。7月9日には再びパラディアン湾に入り、チャールズ・「チック」パーソンズ中尉とウィリアム・E・ダイス大佐を引き取った。7月20日、トラウトは59日間の行動を終えてフリーマントルに帰投した。

### 第10の哨戒 1943年8月 - 10月
8月12日、トラウトは10回目の哨戒でフィリピン方面に向かった。スリガオ海峡とサンベルナルジノ海峡の出口付近を哨戒。8月25日には漁船を発見。交戦したのちトラウトの乗組員が漁船に乗り移って海図など重要書類を押収。捕虜を得て引き揚げたあと漁船は沈められた。尋問によれば、漁船はティドール島からやってきたものだった。9月9日、トラウトは北緯10度33分 東経125度31分 / 北緯10.550度 東経125.517度のスリガオ海峡沖で海大型潜水艦と思われる艦船に向けて魚雷を3本発射。35秒後に大爆発があり、トラウトは一旦深度30メートルに待機したが、2回目の爆発ののちに潜望鏡深度に戻して観測。しかし、何も見つからなかった。撃沈したのは伊182であろうと考えられ戦果も公認されたが、伊182はこの数日前にエスピリトゥサント島方面で沈没しており、トラウトが攻撃した相手が何かは不明である。9月22日、最後に残っていた捕虜が餓死し、水葬に付された。翌9月23日朝、トラウトは北緯20度45分 東経142度05分 / 北緯20.750度 東経142.083度の地点で第3916船団を発見。1隻は貨客船山城丸（日本郵船、3,427トン）で、もう1隻は甲板に飛行機が積まれていた特設運送船両徳丸（大家商事、3,483トン）だった。トラウトはそれぞれの目標に対し魚雷を3本ずつ発射。山城丸、両徳丸それぞれに1本ずつ命中し、両船とも瞬時に沈没した。トラウトは護衛艦からの5時間に及ぶ制圧ののち、魚雷をもう3本発射した。浮上すると救命ボートが12から15ぐらい浮いており、船は水面すれすれまで沈んでなおも燃えたのち、水中爆発を起こして沈没していった。その夜、トラウトは進路を真珠湾に向けた。10月4日、トラウトは54日間の行動を終えて真珠湾に帰投。オーバーホールのためメア・アイランド海軍造船所に回航された。1944年1月に作業が終わり、1月下旬に真珠湾に戻って第162潜水隊に編入された。

### 第11の哨戒 1944年2月・喪失

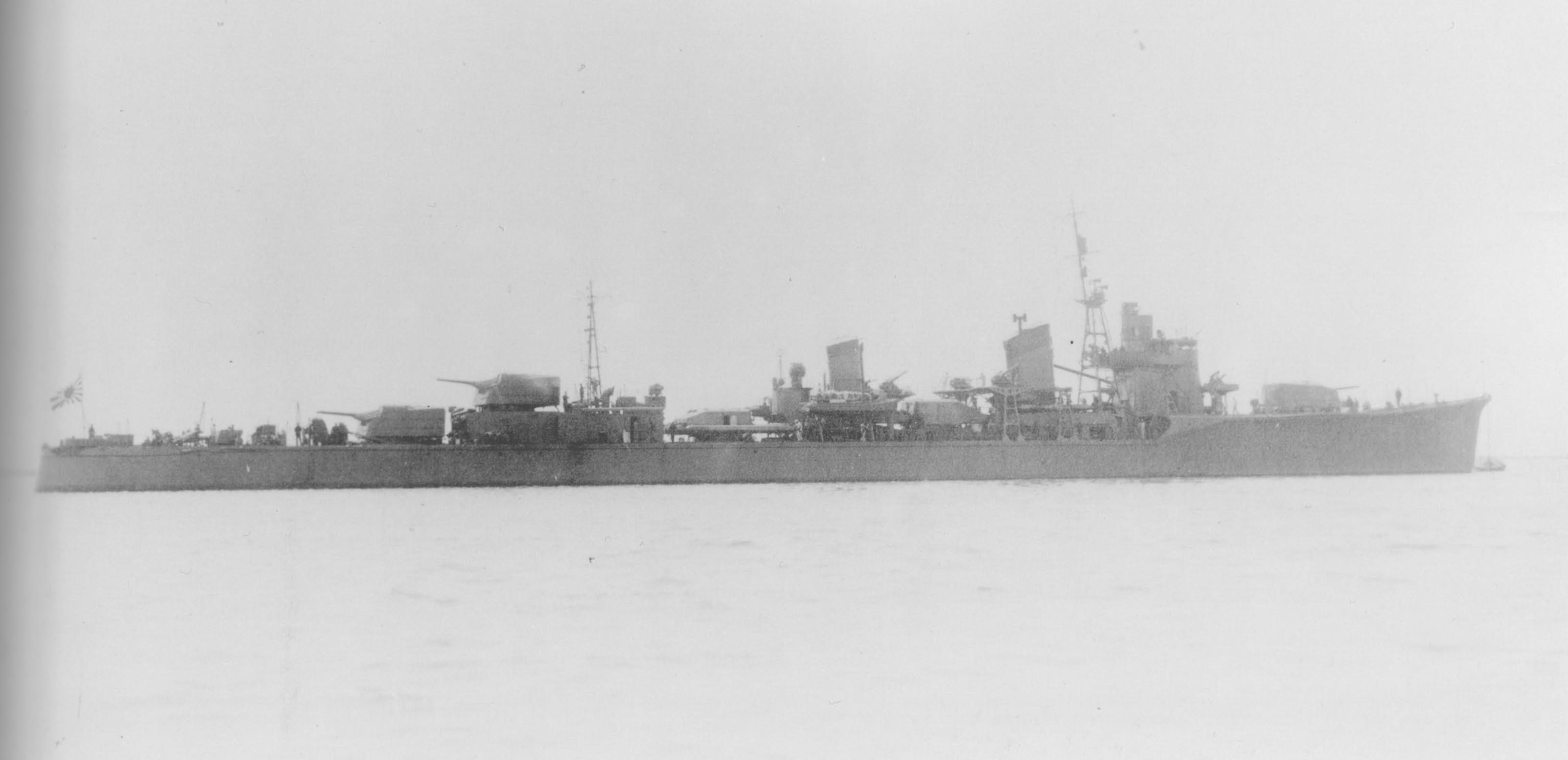
トラウトを撃沈した駆逐艦朝霜

2月8日、トラウトは11回目の哨戒で東シナ海に向かった。ミッドウェー島で燃料を補給し、16日に出航した。しかし、トラウトはこれを最後に消息を絶ち、帰投期日の4月7日になってもミッドウェー島に姿を見せず、4月11日に喪失が推定された。トラウトの全乗組員の他、潜水隊司令ハリー・E・ウッドワース中佐が行方不明となった。戦後、日本側の記録などを調べた結果、トラウトの最期は次のようなものだったと考えられた。
2月29日、トラウトが行動する海域の近くで哨戒中のロックが南西諸島付近を航行中にで日本の重要船団を発見した。この船団は、釜山からグアムへ第二十九師団（高品彪中将）の陸軍兵士を輸送する『松輸送』船団の内の一つであり、安芸丸（日本郵船、11,409トン）、東山丸（大阪商船、8,666トン）および崎戸丸（日本郵船、9,247トン）の3隻の優秀貨客船を前身とする陸軍輸送船が中心となり、朝霜、岸波、沖波の3隻の駆逐艦で構成されていた。ロックは夜間の2時49分頃に浮上して船団に接近したが、この時ロックの右斜め前方約6キロの地点にいた朝霜に察知され、ロックは照準することなく後部発射管から魚雷4本を放射状に発射した。その後ロックは朝霜の右舷側に移り、朝霜のサーチライトと12.7センチ砲の発射炎によって照らされながら潜航した。しかし、潜航しかけた時に砲弾が潜望鏡支柱に命中し、潜望鏡が昼間用・夜間用の両方とも破損した。またレーダーマストに浸水するなど大小さまざまな被害を受けていた。この後、4時間に及ぶ爆雷攻撃をしのいだロックは夜になって浮上し、船団発見の旨を報告した。この報告を受信して船団を攻撃したのがトラウトであった。
ロックが損傷してから半日後の夕方17時53分、トラウトは北緯22度40分 東経131度50分 / 北緯22.667度 東経131.833度の地点で輸送船3隻に向けて魚雷を3本発射。朝霜がこれに気付いたものの、2本が崎戸丸に命中して崎戸丸は沈没した。もう1本は安芸丸に命中して航行不能に陥らせた。その後、撃破された安芸丸はその後8ノットの速力が出せるまでに回復した。17時55分、朝霜は自艦の左舷1,200メートルに潜望鏡を発見。17時57分、朝霜は60メートルに設定した12発の爆雷を投下。九三式水中探信儀を使用しさらに深い深度に設定した7発の爆雷を投下した。その結果、18時16分に海中の誘爆音を聴取した。水中探信儀を使用したものの、誘爆音を聴取したあとは反応はまったくなかった。これがトラウトの最期だった。
トラウトは太平洋戦線で戦没までに11度の哨戒を行い、2番目、3番目、および5番目の哨戒が成功とみなされた。これらの戦功によって11個の従軍星賞と三度の殊勲部隊賞を受賞した。